# Sphenomorphus wrighti
Sphenomorphus wrighti är en ödleart som beskrevs av  Taylor 1925. Sphenomorphus wrighti ingår i släktet Sphenomorphus och familjen skinkar. IUCN kategoriserar arten globalt som otillräckligt studerad. Inga underarter finns listade i Catalogue of Life.